# Fagaceae
Fagaceae, las fagáceas, son una familia de plantas del orden Fagales que reúne unas 670 especies aceptadas de árboles o arbustos propios del hemisferio norte. Las fagáceas en las regiones templadas son en su mayoría caducifolios, mientras que en los trópicos, muchas especies ocurren como árboles y arbustos perennifolios. Se caracterizan por hojas simples alternas con nervadura pinnada, flores unisexuales en forma de amento y frutos de nueces en forma de copa (cúpula). Sus hojas son a menudo lobuladas y tanto pecíolos como estípulas están generalmente presentes. Sus frutos carecen de endospermo y se encuentran en una cáscara escamosa o espinosa que puede o no encerrar toda la nuez, que puede consistir en una a siete semillas. En los robles, género Quercus, el fruto es una nuez sin válvula (que generalmente contiene una semilla) llamada bellota. La cáscara de la bellota en la mayoría de los robles solo forma una copa en la que se asienta la nuez. Otros miembros de la familia tienen nueces completamente cerradas. Las fagaceae es una de las familias de plantas leñosas más importantes desde el punto de vista ecológico en el hemisferio norte, ya que los robles forman la columna vertebral del bosque templado en América del Norte, Europa y Asia, y son una de las fuentes más importantes de alimento para la vida silvestre.
Varios miembros de Fagaceae tienen importantes usos económicos. Muchas especies de roble, castaño y haya (genera Quercus, Castanea, y Fagus, respectivamente) se utilizan comúnmente como madera para pisos, muebles, gabinetes y barriles de vino. El corcho para tapar botellas de vino y una miríada de otros usos se obtiene de la corteza del alcornoque, Quercus suber. Las castañas son los frutos de especies del genus Castanea. Numerosas especies de varios géneros son plantas ornamentales destacadas y astillas de madera del genus Fagus se utilizan a menudo para dar sabor a las cervezas. Las nueces de algunas especies de los géneros tropicales asiáticos Castanopsis y Lithocarpus son comestibles y se utilizan a menudo como ornamentales.

## Descripción
Árboles o arbustos monoicos, anemófilos o más raramente entomófilos, de hojas persistentes, marcescentes o caducas, simples  -a menudo lobadas-,  alternas, con estípulas caducas, pecioladas y con nervadura pinnada. Flores masculinas reunidas en amentos erectos o péndulos, o en glomérulos, de perianto sepáloide dividido en 4-6(9) lóbulos o lacinias, con (4)6- 20(40) estambres, exertos y de filamentos libres. Flores femeninas solitarias o dispuestas en grupos de 2-3 en la base de las  inflorescencias masculinas y rodeadas por un involucro basal cupuliforme de brácteas escamoides soldadas, el cual se transforma en una cúpula más o menos envolvente en el fruto o la infrutescencia; tienen el perianto con 4-8 lóbulos o lacinias, el ovario ínfero, generalmente trilocular  -a veces con 6(9) lóculos-,  con 2 rudimentos seminales por lóculo y 6-9 estilos. Frutos monospermas en nuez/aquenio de endocarpo generalmente con interior peludo, rodeados parcial (bellota) o totalmente (castaña, hayuco), individualmente o en grupos de 2-3, excepcionalmente hasta 15, en una cúpula  -o calibio-  multibracteada  escuamiforme o espinosa, dehiscente por valvas en número igual al número de nueces/aquenios más uno. Las semillas carecen de endospermo y están rodeadas por un tegumento (episperma) membraneáceo.

## Clasificación
Las fagáceas se dividen en 2 subfamilias (Fagoideae K. Koch y Quercoideae Õrsted) y se aceptan 7 géneros.
La monofilia de las fagáceas tienen un fuerte apoyo tanto en datos morfológicos (especialmente la morfología del fruto) como moleculares.
El género del hemisferio sur Nothofagus, con sus casi 40 especies, usualmente llamadas las "hayas meridionales", fue históricamente ubicado dentro de las fagáceas, como género hermano de Fagus, pero recientes evidencias moleculares sugieren que las cosas son de otra manera. Mientras que Nothofagus comparten un número de características comunes con las fagáceas, como una estructura de fruto en forma de cúpula, difiere significativamente en otras, incluyendo una distintiva morfología del polen y las estípulas así como por tener diferente número de cromosomas. El punto de vista aceptado actualmente por los botánicos sistemáticos es colocar Nothofagus dentro de su propia familia monogenérica, las notofagáceas.

## Géneros
- Castanea Mill., 1754 - Los castaños; ocho especies y un híbrido aceptados, norte templado del este de Asia, suroeste de Asia, sureste de Europa, Norteamérica oriental.
- Castanopsis (D.Don) Spach, 1841, nom. cons. - Alrededor de 140 especies aceptadas, sureste de Asia.
- Chrysolepis Hjelmq., 1948 - 4 especies aceptadas, Oeste de los Estados Unidos.
- Colombobalanus Nixon & Crepet, 1989 = Trigonobalanus Forman
- Fagus L., 1753 - Las hayas; 10 especies y un híbrido aceptados, norte templado del este de Asia, suroeste de Asia, Europa, Norteamérica oriental.
- Formanodendron Nixon & Crepet, 1989	 =  Trigonobalanus
- Lithocarpus Blume, 1825 - Alrededor de 340 especies aceptadas, todas salvo una en Asia tropical o de clima templado, una (L. densiflorus) en California y suroeste de Oregón.
- Pasania Oerst., 1867 = Lithocarpus Blume
- Pasaniopsis Kudo, 1922	 =  Castanopsis (D.Don) Spach
- Quercus L., 1753 - Robles y encinas; alrededor de 600 especies aceptadas, difundidas por todo el hemisferio norte, cruzando el ecuador en Indonesia.
- Trigonobalanus Forman, 1962 - 3 especies aceptadas, Asia meridional tropical, sureste de Asia y norte de Sudamérica.
- Trisynsyne Baill.	= Nothofagus Blume[2][11]

## Distribución
Las fagáceas están ampliamente distribuidas por todo el hemisferio norte. La diversidad a nivel de género está concentrada en el sureste de Asia, donde se cree que evolucionaron la mayor parte de los géneros existentes antes de emigrar a Europa y Norteamérica (a través del Puente de Beringia). Algunos miembros de las fagáceas, como Fagus grandifolia o Castanea dentata y Quercus alba en el noreste de los Estados Unidos, o Fagus sylvatica, Quercus robur y Q. petraea en Europa) a menudo son ecológicamente dominantes en los bosques templados septentrionales.

## Usos
Varios miembros de las fagáceas tienen importantes usos económicos. Muchas especies de roble, castaño y haya (géneros Quercus, Castanea y Fagus respectivamente) se usan comúnmente como madera para suelos, muebles, gabinetes y barricas de vino. El corcho para los tapones de botellas y una miríada de otros usos se hace a partir de la corteza del alcornoque, Quercus suber. Las castañas, un alimento sabroso para el invierno, son los frutos de especies del género Castanea. Numerosas especies de diversos géneros son prominentemente ornamentales, y astillas de madera del genus Fagus a menudo se usan para dar sabor a las bebidas.

## Mitos y leyendas
Los árboles del género Quercus, comúnmente conocidos como robles, han sido figuras centrales en mitologías y leyendas de muchas culturas debido a su fortaleza, longevidad y asociaciones simbólicas con el mundo natural. Los robles han sido venerados durante mucho tiempo como árboles sagrados y poderosos, a menudo vistos como guardianes de la tierra o como encarnaciones de dioses, espíritus y fuerzas cósmicas. Algunos mitos y leyendas prominentes relacionados con los robles son los siguientes.
- El roble de Dodona

En la mitología griega, el roble fue sagrado para Zeus, el rey de los dioses. El roble más famoso asociado con Zeus era el Roble de Dodona, ubicado en la región de Epiro, al noroeste de Grecia. Según el mito, el roble de Dodona era considerado un oráculo viviente. Zeus comunicaba su voluntad a través del susurro de las hojas del roble, y los sacerdotes y sacerdotisas de Dodona, conocidos como los Selloi, interpretaban esos sonidos. El roble de Dodona era considerado uno de los oráculos más antiguos de Grecia, con la creencia de que el árbol existía incluso antes de la fundación del famoso oráculo de Delfos.
La asociación de los robles con Zeus resalta su conexión simbólica con la fortaleza, la resistencia y la autoridad divina. El roble era visto como un árbol capaz de soportar la prueba del tiempo, al igual que los propios dioses.
- El roble como árbol sagrado

En la mitología celta, el roble era venerado como uno de los árboles más sagrados, a menudo simbolizando fortaleza, sabiduría y protección. Los celtas tenían una profunda conexión espiritual con el mundo natural, y el roble era considerado un árbol de gran poder e importancia. Los druidas, la clase sacerdotal celta, creían que el roble era el eje del mundo, con sus raíces profundas en la tierra y sus ramas alcanzando los cielos. Pensaban que los bosques de robles eran lugares de poder espiritual, donde se podía comunicar con lo divino.
Los celtas también asociaban el roble con el dios Dagda, una deidad conocida como el "Dios Bueno" o "Padre de los Dioses". Dagda era un símbolo de abundancia, fertilidad y protección, y sus vínculos con el roble reforzaron la importancia del árbol como símbolo de vida y vitalidad.
Un elemento famoso de la mitología celta es el "Árbol de la Vida", que a menudo se representa como un roble, simbolizando la conexión entre el mundo físico y el espiritual. Las profundas raíces del roble y sus ramas imponentes servían como una metáfora de la conexión entre la tierra y el cielo, así como entre la vida y la muerte.
- Yggdrasil y el roble

Aunque el gran fresno Yggdrasil es el árbol cósmico central en la mitología nórdica, los robles también tenían importancia en la visión nórdica del mundo antiguo. El roble fue pensado como sagrado para Thor, el dios del trueno, quien a menudo se asocia con la fuerza y el poder de la tormenta. El martillo de Thor, Mjölnir, se creía capaz de derribar robles y otros árboles poderosos, simbolizando su dominio sobre las fuerzas de la naturaleza.
Además, los robles a veces se asociaban con los gigantes o Jötnar, los seres primordiales del caos y la naturaleza en la mitología nórdica. La idea de que los robles estuvieran vinculados tanto con fuerzas divinas como con fuerzas caóticas refleja la naturaleza dual del roble, tanto como símbolo de estabilidad cósmica como un conducto para fuerzas naturales impredecibles.
- El roble y Júpiter

En la mitología romana, el roble era sagrado para Júpiter, el equivalente de Zeus en la mitología griega. El roble era considerado un símbolo de poder, y los templos a Júpiter a menudo se construían en bosques de robles. El poeta romano Virgilio, en su Eneida, hace referencia al roble como símbolo de la fortaleza romana y la resistencia. Al igual que los griegos, los romanos creían que el susurro de las hojas del roble era una forma de comunicación divina. La asociación romana de los robles con el dios Júpiter refuerza el estatus del árbol como símbolo de autoridad divina y protección.
- El roble y Perún

En las culturas eslavas y bálticas, el roble también era considerado un árbol de gran importancia, a menudo vinculado al dios del trueno Perún. Perún era el dios eslavo del trueno, la guerra y la fertilidad, y se creía que habitaba en los robles, los cuales se pensaban como el hogar natural de su poder. Al igual que en otras culturas, el roble era venerado como un símbolo de fortaleza, y se creía que los rayos que a menudo caían sobre los robles eran la manifestación de la ira o la bendición de Perún. En algunos mitos, se decía que el dios del trueno derribaba a sus enemigos con su martillo o hacha, de forma similar a Thor, lo que refuerza la conexión del roble con el poder divino.
- El roble y el Gran Espíritu

En varias culturas nativas americanas, los robles eran considerados árboles sagrados y se asociaban con el Gran Espíritu o los dioses creadores. El roble era visto a menudo como un protector y se creía que era un guardián de la tierra. Para algunas tribus, las bellotas que caían de los robles simbolizaban el sustento y el renacimiento. La robustez del roble, junto con la abundancia que proporcionaba, lo convirtió en un árbol importante en muchas prácticas espirituales nativas americanas.
Los cheroquis, por ejemplo, veían el roble como un símbolo de fuerza y sabiduría, y se pensaba que sus bellotas tenían un significado espiritual. En algunas tradiciones, los robles se plantaban en los límites de tierras sagradas, marcando la entrada a lugares donde se podía sentir la presencia del Gran Espíritu.
- El roble y Avalon

En las leyendas artúricas, los árboles, en general, juegan un papel importante como símbolos, y el roble aparece ocasionalmente como un símbolo de estabilidad y continuidad. Algunas versiones de la leyenda mencionan el "roble de Avalon", que se considera un lugar de paz y renovación espiritual. Avalon, la mística isla a la que se dice que el rey Arturo fue llevado después de su muerte, a menudo se representa como un lugar de primavera eterna, donde crecen poderosos árboles, incluidos los robles.
- El roble y las hadas

En muchas tradiciones europeas populares, los robles eran considerados árboles encantados, habitados a menudo por espíritus, hadas o elfos. El tamaño imponente del roble y sus raíces profundas lo hacían parecer un puente entre el mundo humano y el sobrenatural. En algunos mitos, se pensaba que el roble era una puerta al otro mundo, y se creía que aquellos que descansaban bajo sus ramas podían comunicarse con los espíritus o recibir mensajes del mundo invisible. Las bellotas del roble a menudo se pensaban que poseían propiedades mágicas y a veces se utilizaban en amuletos o talismanes.